# Тургенєв Олександр Іванович

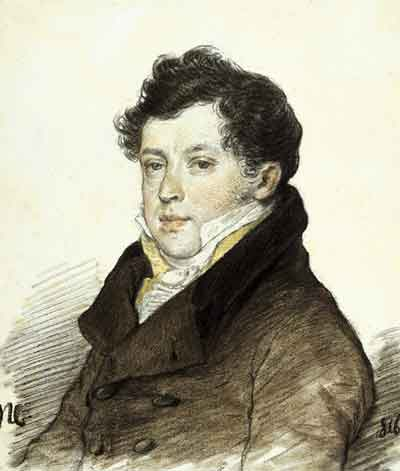
Портрет роботи П.Ф. Соколова

Тургенєв Олександр Іванович (27 березня [7 квітня] 1784, Симбірськ — 3 [15] грудня 1846, Москва) — російський державний діяч, історик; брат Миколи Івановича Тургенєва. Його батько, Іван Петрович Тургенєв (1752—-1807), був одним з найосвіченіших людей свого часу.

## Біографія
Виховувався в московському університетському пансіоні разом з В. А. Жуковським, дружба з яким тривала до самої смерті Тургенєва.
В період 1802—1804 вивчав історико-політичні науки в Геттінгенському університеті, потім, разом з Кайсаровим, здійснив подорож по слов'янських землях.
Служив в міністерстві юстиції, брав участь у працях Комісії складання законів, супроводжував імператора Олександра I за кордон, в 1810 р. призначений директором департаменту Головного управління духовних справ іноземних сповідань; одночасно виконував з цією посадою звання і помічника статс-секретаря в Державній Раді та старшого члена Ради комісії складання законів.
Коли в 1817 році було утворено Міністерство духовних справ і народної освіти, Тургенєв очолив один з двох його департаментів — департамент духовних справ.
У 1824 р. князь А. Н. Голіцин був звільнений від звання міністра духовних справ і народної освіти, і саме міністерство було перетворено. Департамент духовних справ отримав зовсім інший вид; Тургенєв був звільнений від управління ним і залишився тільки членом Комісії складання законів. З цього часу він часто бував за кордоном і оглядав там архіви і бібліотеки, збираючи відомості з давньої і новітньої історії Росії. Матеріали, таким чином зібрані, за розпорядженням імп. Миколи I надійшли в розпорядження археографічної комісії і були видані нею в 1841 і 1842 рр.. під заголовком «Historiae Russiae Monumenta ex antiquis exterarum gentium archivis et bibliothecis deprompta ab AI Turgenevio»:
- Перший том містить в собі виписки з ватиканських архівів з XI ст.;
- другий — листування пап і донесення папських нунціїв про Росію з 1584 по 1718 рік, а також акти щодо Росії, витягнуті з архівів і бібліотек Англії та Франції з 1557 по 1671 рік, і акти, зібрані Альбертранді для польського історика Нарушевича.

Крім того, Тургенєв робив виписки, переважно з паризьких архівів, для епохи Петра Великого (див. «Журнал Міністерства народної освіти», т. 37 і 41-й).
Тургенєв був близький до багатьох представників науки та літератури — як російської, так і іноземної. Карамзін, Дмитрієв, кн. П. А. Вяземський були його друзями. Він брав участь у працях і долі Батюшкова, Пушкіна, Козлова, Баратинського.
У 1817 році Олександр Пушкін присвятив йому вірш «Тургеневу». І через 20 років саме Олександр Тургенєв відвіз тіло Пушкіна з Петербурга в родову усипальницю Святогірського монастиря. 
Він все життя не переставав вчитися. Його листи, за словами І. І. Срезневського, «одна з коштовностей російської літератури, і за різноманітністю і багатством даних, в них зазначених, більш-менш жваво і вірно, і по їх змісту, по думках, почуттях, у них висловлених, по літературній гідності».